# Debrecenbe kéne menni
A Debrecenbe kéne menni kezdetű magyar népdalt dallamát Vikár Béla gyűjtötte 1909-ben a Zala vármegyei Reszneken Ez a Géza jó mészáros szöveggel.
A dallam a népdalgyűjtések idején (az 1900-as évek elején) az egész országban közismert volt, és a környező népeknél is megtalálható. Először szöveg nélkül, hangszeresen tűnt fel Szentirmay Elemér Szép menyecske nótái című művében 1869-ben.

## Feldolgozások
| Szerző        | Mire                         | Mű                                           | Előadás |
| ------------- | ---------------------------- | -------------------------------------------- | ------- |
| Bartók Béla   | zongora                      | Gyermekeknek, 22. darab (II. füzet 1. darab) | [ 4 ]   |
| Ludvig József | ének, zongora, gitárakkordok | A csitári hegyek alatt, 24. oldal            |         |
| Ludvig József | ének, gitárakkordok          | Kis kacsa fürdik…, 7. oldal                  |         |
| Ludvig József | tangóharmonika               | Kicsiny falu, ott születtem én, 5. oldal     |         |

## Kotta és dallam
| Debrecenbe kéne menni, pulykakakast kéne venni, vigyázz, kocsis, lyukas a kas, kiugrik a pulykakakas. | Debrecenbe' csoda esett, két kis kakas összeveszett, Én a kakasom nem hagyom, mert a kendé vágta agyon. |

| A Vikár Béla által gyűjtött szöveg: Ez a Géza jó mészáros, elsőhasi tinut vágott, sajtár sem kell a vérinek, ringu bölcsű gyermekinek. | Kerényi György 1949-ben Sármelléken az alábbi szöveggel jegyezte le: \| Nyissuk ki a galambházat, hogy a kis galamb kiszálljon. Szálljon ki a sík mezőre, ott talál a legelőre. \| És majd ha a sas üldözi, ismét be kell bocsátani. Gyere haza, kis galambom, búzaszemet kapsz majd itthon. \| |
| Nyissuk ki a galambházat, hogy a kis galamb kiszálljon. Szálljon ki a sík mezőre, ott talál a legelőre.                                | És majd ha a sas üldözi, ismét be kell bocsátani. Gyere haza, kis galambom, búzaszemet kapsz majd itthon. |

## Felvételek
- Debrecenbe kéne menni. YouTube (2014. december 10.)  (Hozzáférés: 2016. március 26.) (audió)
- Debrecenbe kéne menni. Ovitévé  YouTube (2012. szeptember 27.)  (Hozzáférés: 2016. március 26.) (videó)
- Debrecenbe kéne menni... Énekel: Szalay László  YouTube (2012. május 13.)  (Hozzáférés: 2016. március 26.) (videó)
- 2. szerzői est: Debrecenbe kéne menni. Bajkai Lotti furulya, Kócziás György zongora  YouTube (2016. március 24.)  (Hozzáférés: 2016. március 26.) (videó)